# Colonia Ayuí
Colonia Ayuí es un municipio del distrito Suburbios del departamento Concordia en la provincia de Entre Ríos, República Argentina. El municipio comprende la localidad del mismo nombre y un área rural. Sus principales actividades productivas son la citricultura y el cultivo de arándanos.

## Toponimia
Ayuí es una palabra de origen guaraní “ayú” que significa vengo; e “y” que significa “río”, es decir “río que viene” o “agua que corre”.

## Ubicación
Está ubicada aproximadamente a 25 km al norte de la ciudad de Concordia, cabecera de departamento.
El ejido del municipio limita al norte y noreste con el brazo Gualeguaycito del embalse de la represa de Salto Grande, al oeste con la autovía nacional 14, al sur con el arroyo Ayuí Grande, y al sudeste con la traza antigua de la ruta nacional 14.

## Población
La localidad contaba con 366 habitantes (Indec, 2001), lo que representa un descenso del 16,06% frente a los 436 habitantes (Indec, 1991) del censo anterior. En el censo 2010 alcanzó una población de 2770 habitantes. Actualmente en 2023 son aproximadamente 10.000 habitantes.

## Historia
El lugar era conocido anteriormente como "Colonia La Lata". Posiblemente porque existían dos estancias en la zona, en medio del campo y sin nada a los alrededores, por aquellos tiempos, antes de que se comenzara a forjar un pequeño poblado. Una llevaba el nombre de "La Colonia" y la otra "La Lata", ambas construidas por descendientes del General Urquiza. La antigua propiedad pertenece actualmente a la empresa Blueberries S.A 
En centro rural de población y junta de gobierno fue creado por decreto 1965/1985 MGJE del 5 de junio de 1985. La planta urbana de la localidad fue fijada por decreto 2778/1986 MGJE del 3 de julio de 1986. Los límites jurisdiccionales de la junta de gobierno fueron fijados por decreto 2782/1986 MGJE del 3 de julio de 1986, y modificados por decreto 871/1991 MGJOSP del 8 de marzo de 1991.
El 4 de diciembre de 1987 fue sancionada la ley n.º 8030 que aprobó el censo practicado en el centro rural de población de Colonia Ayuí, pero el nuevo gobierno que asumió 6 días después no publicó la ley y el 6 de enero de 1988 fue derogada al sancionarse la ley n.º 8055. 
El municipio de segunda categoría fue creado mediante decreto n.º 6635/1991 MGJOSP del 10 de diciembre de 1991, luego de la sanción de la ley n.º 8616 el 5 de diciembre de 1991 que aprobó los datos censales (1562 habitantes). El 10 de diciembre de 2011 dejaron de existir las dos categorías de municipios en Entre Ríos estableciéndose una categoría única, por lo que Colonia Ayuí dejó de tener una junta de fomento y pasó tener un presidente municipal y un concejo deliberante de 7 miembros.

## Fiestas y turismo

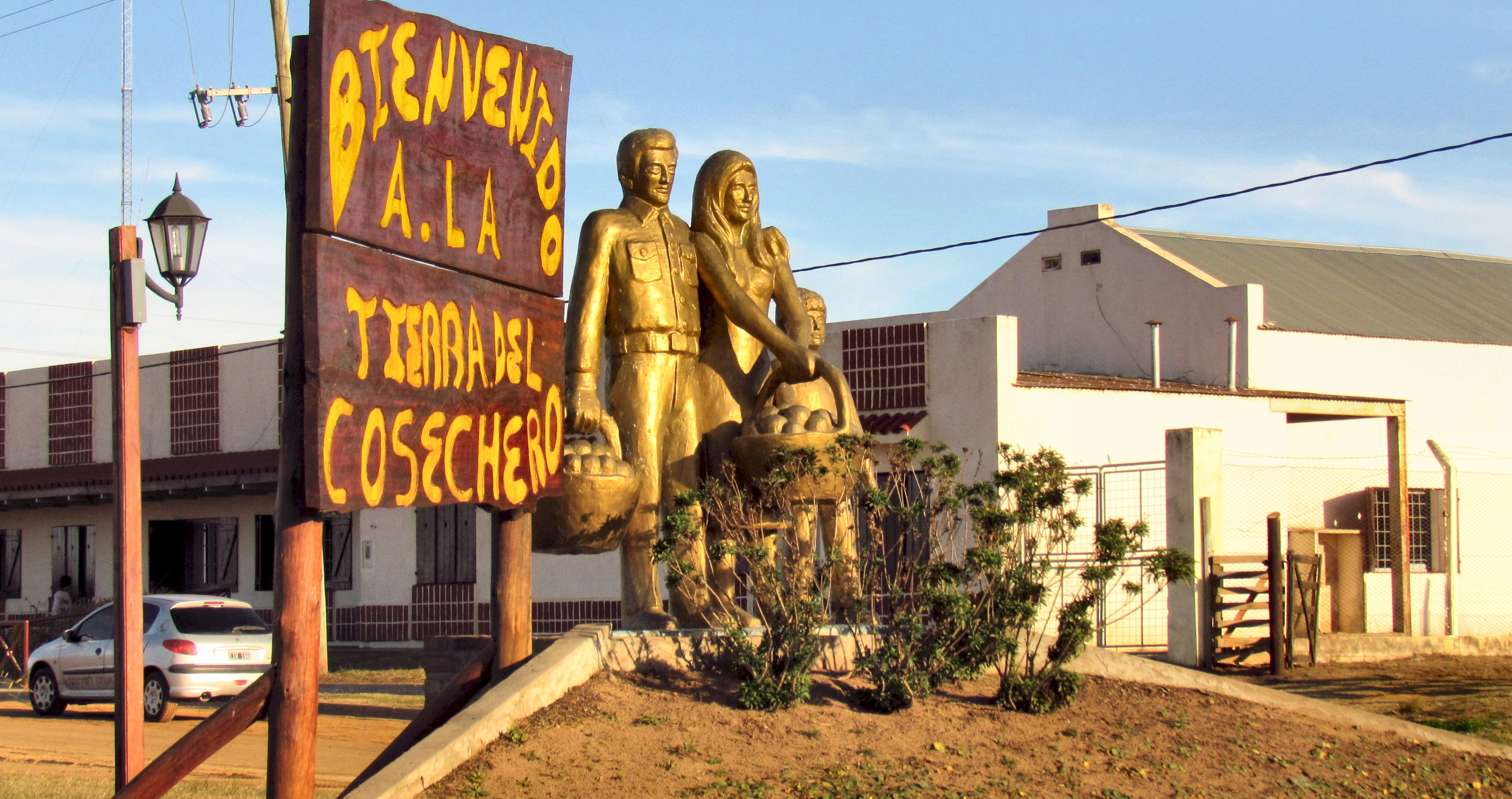
Colonia Ayuí, monumento al cosechero de citrus.

La fiesta más importante es la fiesta provincial del cosechero donde participaban distintos grupos musicales. El atractivo de la localidad es la casa de Urquiza, dicho lugar es privado y no esta abierto al público.
Un bello lugar para descansar es a las orillas del lago.